# 江刺米里テレビ中継局
江刺米里テレビ中継局（えさしよねさとテレビちゅうけいきょく）は、岩手県奥州市に設置されているテレビ中継局。

## 中継局概要

### デジタルテレビ
| リモコンキーID                                                     | 放送局名 | チャンネル | 空中線電力 | ERP | 放送対象地域 | 放送区域内世帯数 |
| 現時点では非該当。開局は、先行局の状況等から置局を判断される予定。 |          |            |            |     |              |                  |

### アナログテレビ
| 放送局名          | チャンネル | 空中線電力        | ERP                 | 放送対象地域 | 放送区域内世帯数 |
| NHK盛岡教育テレビ | 28ch       | 映像3W /音声750mW | 映像6.9W /音声1.7W  | 全国         | 不明             |
| NHK盛岡総合テレビ | 30ch       | 映像3W /音声750mW | 映像6.9W /音声1.7W  | 岩手県       | 不明             |
| IBC岩手放送       | 53ch       | 映像3W /音声750mW | 映像6.3W /音声1.55W | 岩手県       | 不明             |

- アナログテレビ放送は、2012年3月31日をもって停波。

## 所在地
- 奥州市江刺米里字鶴城の奥州市立人首小学校南方高地

## 放送エリア・その他
- 盛岡アナログ送信所からの電波が届きにくい奥州市江刺区米里地区東部及び気仙郡住田町種山高原地区をカバーしている。
- なお、在盛UHF民放局（TVIテレビ岩手・mit岩手めんこいテレビ・IAT岩手朝日テレビ）は、当地に中継局を置いていないため、盛岡送信所などを受信する。デジタル放送も、NHK・民放共、同様となる。